# Boršice u Blatnice
Boršice u Blatnice – gmina w Czechach, w powiecie Uherské Hradiště, w kraju zlińskim. Według danych z dnia 1 stycznia 2012 liczyła 825 mieszkańców.